# Mangart
Le Mangart est un sommet des Alpes, à 2 677 ou 2 679 mètres, dans les Alpes juliennes, entre l'Italie (Frioul-Vénétie Julienne) et la Slovénie.
La montagne, qui est située en partie au sein du parc national du Triglav, est la troisième plus haute montagne du parc après le mont Triglav (2 864 mètres), le mont Škrlatica (2 740 mètres), et devant le mont Jalovec (2 645 mètres) et le mont Razor (2 601 mètres).

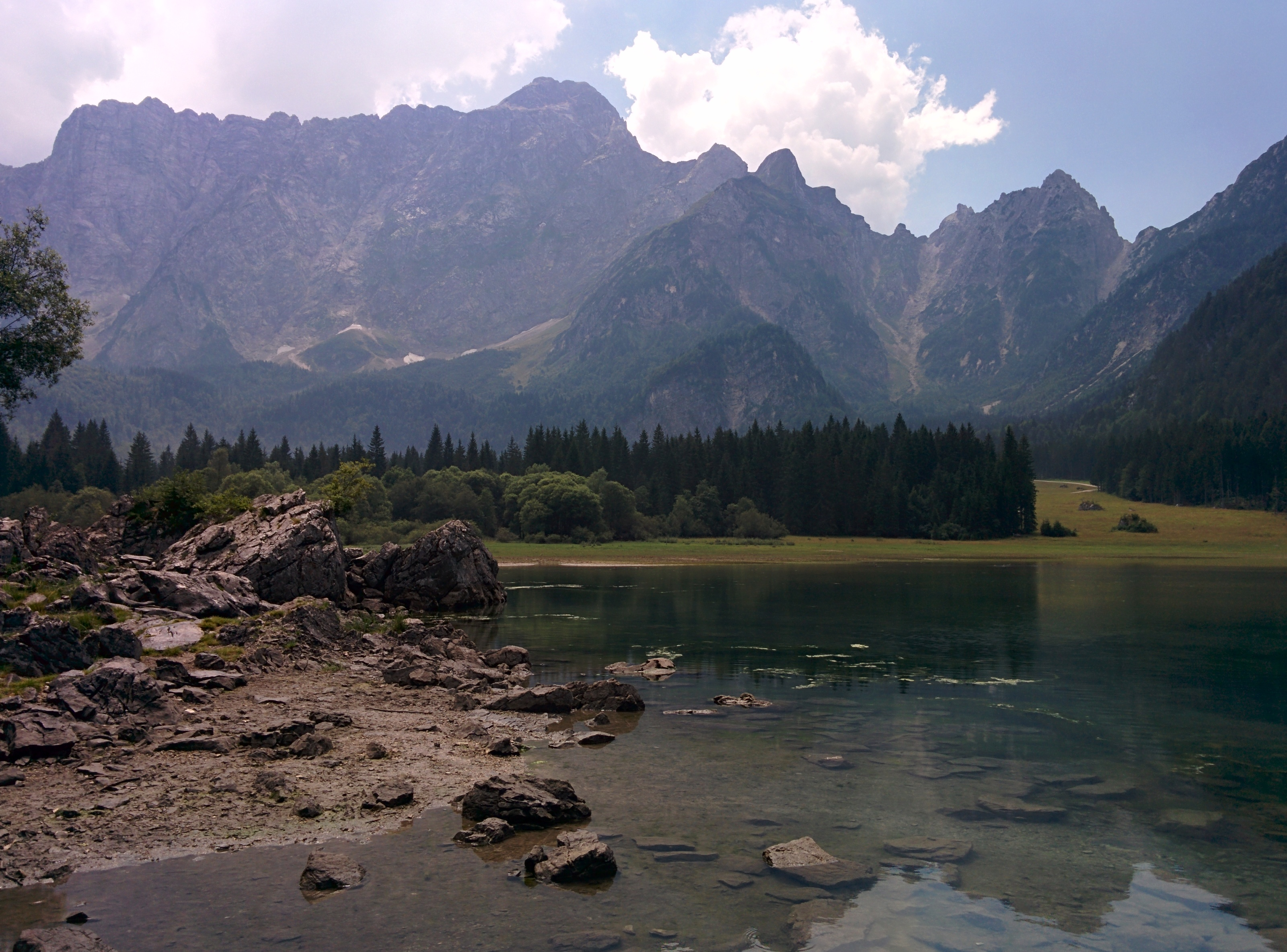
Le lac Weissenfelser et le Mangart en arrière-plan.
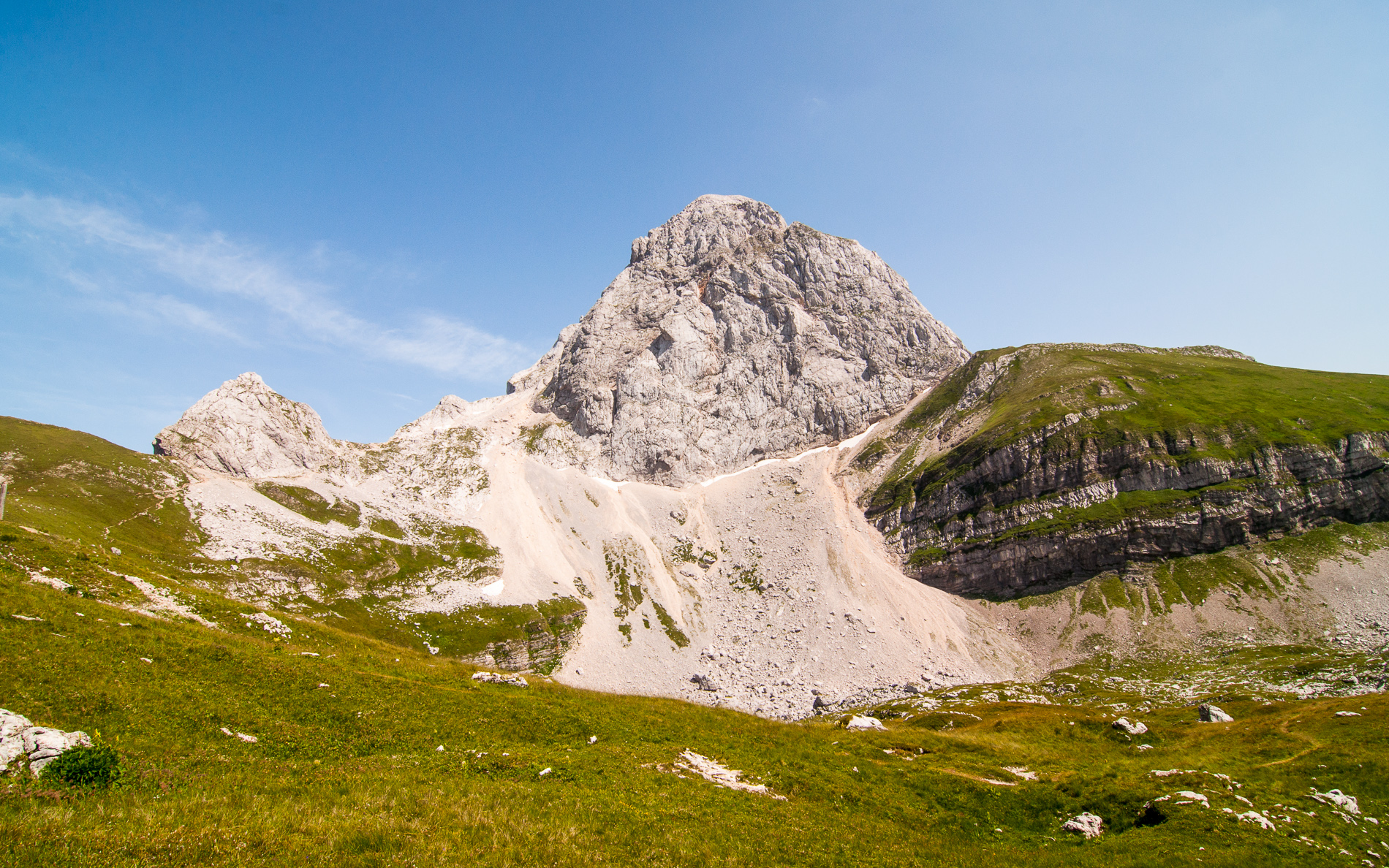
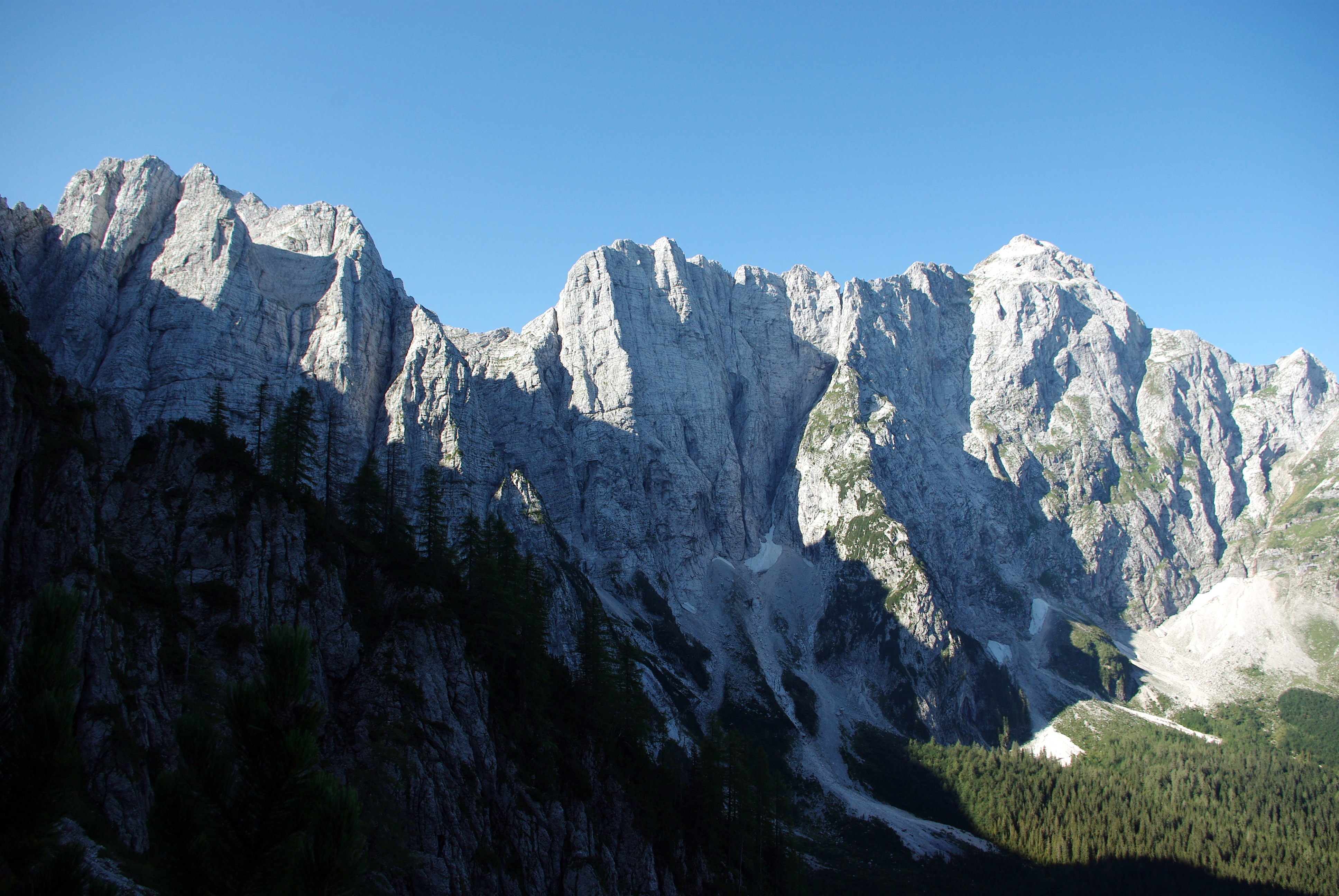